# Scartamento bosniaco
Lo scartamento bosniaco (in tedesco: Bosnische Spurweite) è quel tipo di scartamento ridotto ferroviario la cui misura tra le rotaie è compresa tra 760 e 762 mm; il nome deriva dall'ampio uso che ne è stato fatto in Bosnia ed Erzegovina per la costruzione di buona parte della rete ferroviaria durante l'amministrazione austro-ungarica del territorio tra gli ultimi decenni del XIX secolo e i primi decenni del XX. Tale definizione è rimasta in uso fino ad oggi.
Agli inizi l'uso di tale scartamento fu essenzialmente militare ma presto nelle terre dell'Impero austro-ungarico (incluso quindi il Trentino fino al 1918) fu normato per le ferrovie a trazione termica dalla Lokalbahngesetz für die österreichische Hälfte der Doppelmonarchie vom 25. Mai 1880,  legge di validità limitata, ma prorogata varie volte, il cui fine era di poter spostare il materiale rotabile tra le varie regioni dell'impero a seconda delle esigenze militari: per esempio, allo scoppio delle ostilità tra il Regno d'Italia e l'Impero austro-ungarico il materiale rotabile della Ferrovia Mori-Arco-Riva venne spostato e utilizzato in Galizia. 
Si diffuse anche in altre aree tra cui Bulgaria, Serbia e nella regione danubiana.
Molte linee ferroviarie a scartamento bosniaco sono state dismesse, soprattutto nel secondo dopoguerra, alcune sono state modernizzate ad uso suburbano, altre sopravvivono a scopo turistico o museale.
Lo scartamento 760 mm è stato usato anche dagli inglesi per la costruzione di alcune linee ferroviarie in India.

## Alcune ferrovie a scartamento bosniaco
In Austria:
- Mariazellerbahn (in esercizio)
- Zillertalbahn
- Vellachtalbahn
- Gurktalbahn

In Istria:
- ferrovia Parenzana

In Italia:
- ferrovia Rovereto-Arco-Riva
- ferrovia della Val di Fiemme (in seguito adeguata a 1000 mm)
- ferrovia della Val Gardena

In Serbia:
- Šarganska osmica